# Brachymeles bicolor
Brachymeles bicolor е вид влечуго от семейство Сцинкови (Scincidae). Видът е почти застрашен от изчезване.

## Разпространение
Разпространен е във Филипини.

## Описание
Популацията на вида е намаляваща.